# Воинское кладбище № 45 (Липна)
Воинское кладбище № 45 — Липна (пол.  Cmentarz wojenny nr 45 - Lipna) — воинское кладбище, расположенное в окрестностях несуществующего сегодня села Липна, Малопольское воеводство. Кладбище входит в группу Западногалицийских воинских захоронений времён Первой мировой войны. На кладбище похоронены военнослужащие Австрийской и Российской армий, погибшие во время Первой мировой войны.

## История
Кладбище было основано в 1915 году по проекту словацкого архитектора Душана Юрковича. На кладбище площадью 420 квадратных метра находится 3 братских и 22 индивидуальных могил, в которой похоронены 56 австрийских и 97 русских солдат.
Кладбище находится в труднодоступном месте на территории бывшего лемковского села Липки.